# Trenton (Maine)
Trenton – miasto w Stanach Zjednoczonych, w stanie Maine, w hrabstwie Hancock.